# Stade de la Côte Feuillée
Vous lisez un « bon article » labellisé en 2020.
Le stade de la Côte Feuillée est un stade comprenant des tremplins de saut à ski, situé à Chaux-Neuve dans le département français du Doubs, en région Bourgogne-Franche-Comté.
Construit dans l'optique des Championnats du monde junior de ski nordique 1990, le site accueille depuis 1996 des courses de la Coupe du monde de combiné nordique. Au fur et à mesure, l'étape de Chaux-Neuve est devenue une étape incontournable de cette compétition. Le stade accueille également des compétitions estivales, ainsi que l'arrivée de la Transjurassienne en 2018.
Le stade de la Côte Feuillée possède cinq tremplins construits en 1989 et en 1995. Le plus grand tremplin est progressivement amélioré et il est devenu en 2010 un HS 118. Le record du tremplin est détenu par le Suisse Sandro Hauswirth avec une distance de 121,5 mètres.

## Géographie
Les tremplins se situent à Chaux-Neuve en Franche-Comté. Cette petite commune du Doubs est située à 1 000 m d'altitude sur les montagnes du Massif du Jura et à 6 km au sud de Mouthe, village surnommé « La petite Sibérie de France » en raison de son record de basse température à −36,7 °C, la plus froide enregistrée en France. Mouthe accueille traditionnellement l'arrivée de la Transjurassienne.

## Histoire
Dès le début du XXe siècle, des concours de saut sont organisés à Chaux-Neuve,. Un club, le Ski Club du Risoux, est créé en 1909. En 1965, un projet de construction d'un tremplin olympique débute sous l'impulsion de la commune de Chaux-Neuve et d'une subvention de la Direction de Jeunesse et Sports, mais des problèmes dus aux travaux de terrassement et au financement ont conduit à l'abandon de celui-ci,,. Vingt ans plus tard, les communes des environs décident de se joindre au projet et le stade voit le jour notamment en prévision des championnats du monde junior de ski nordique 1990,. Le tremplin est construit entre 1989 et 1990 sous la direction de l'architecte Gérard Boucton. La construction coûte environ 15 millions de francs. Le tremplin est inauguré en janvier 1990, mais les championnats du monde juniors sont déplacés en raison du manque de neige à Chaux-Neuve. Au mois de décembre 1990, le stade accueille une manche de la Coupe du monde B. Depuis 1996, le stade accueille chaque année une épreuve de Coupe du monde de combiné nordique.
Le tremplin est reclassé en HS 100 en 2005. En 2010, le plus grand tremplin est rénové pour la somme de 6 millions d'euros. La piste a été allongée et réfrigérée, ce qui permet au tremplin de devenir un HS 118,. En 2012, les tremplins sont équipés d'aire de réception en plastique afin d'être utilisés toute l'année.
Un temps évoqué comme possible tremplin pour les épreuves des Jeux olympiques de la jeunesse d'hiver de 2020, Chaux-Neuve n'est finalement pas retenu pour accueillir les épreuves de saut et de combiné nordique. Le site des Tuffes est finalement choisi par le comité d'organisation. En 2018, l'arrivée de la Transjurassienne est fixée aux pieds du tremplin pour la première fois en raison du faible enneigement à Mouthe.

## Description du stade
| Schéma d'un tremplin de saut à ski. | Le Grand tremplin de Chaux-Neuve vu de face. |
| Point K ,                           | 106                                          |
| HS ,                                | 118                                          |
| Longueur de la piste d'élan         | 98 mètres                                    |
| Angle d'inclinaison de la table     | 11 °                                         |
| Angle d'inclinaison du point K      | 33,230°                                      |

Le stade de la Côte Feuillée possède cinq tremplins construits en 1989 et en 1995,. Trois tremplins sont construits en 1989 :  le K 90, le K 57 et le K 28. Les deux tremplins d'initiation, le K 10 et le K 8 sont ouverts en 1995.
Le plus grand tremplin a progressivement évolué d'un K 90 vers un K 106 (HS  118). Il compte une piste d'élan de 98 mètres qui est réfrigérée depuis 2010,. Depuis 2016, le K 57 dispose d'un système similaire. L'aire de réception des tremplins est équipée d'une couverture plastique depuis 2012. Petit à petit sont ajoutés des gradins, une tour de contrôle, une rotonde servant de vestiaire, de salle de presse, de salle d'arbitrage, un télésiège et des canons à neige. Ces améliorations étaient nécessaires afin de maintenir le tremplin dans le circuit international,.
Les trois tremplins les plus grands sont homologués par la Fédération française de ski et les deux plus grands sont homologués par la Fédération internationale de ski,.
Plusieurs pistes de 1,5 km à 2,5 km existent à proximité du tremplin pour les courses de ski de fond. En 2015, une passerelle est créée et le parcours des pistes modifié en 2016,. La parcours passe de 2,5 km à 2 km ce qui signifie que les athlètes passent cinq fois dans le stade, que la piste est plus facile à maintenir enneigée et que les spectateurs sont plus condensés le long du parcours. L'arrivée de la course de ski de fond a lieu sur l'aire de réception du tremplin.
| Un bâtiment en béton et en bois. |
| Le bâtiment en haut du tremplin. |

| Un escalier, à gauche, avec un rail pour les skis et une barre pour s’asseoir. |
| L'aire de départ du Grand tremplin.                                            |

| Un escalier, à gauche, avec un rail pour les skis. |
| Le Grand tremplin.                                 |

| Panorama depuis le haut du tremplin         |
| Ce que voit un sauteur lorsqu'il est assis. |

| Bâtiment vertical en bois. |
| La tour des juges.         |

| Une passerelle en béton et un bâtiment en bois à gauche. |
| La passerelle utilisée pour les épreuves de fond.        |

## Événements organisés sur les tremplins

### Coupe du monde de combiné nordique

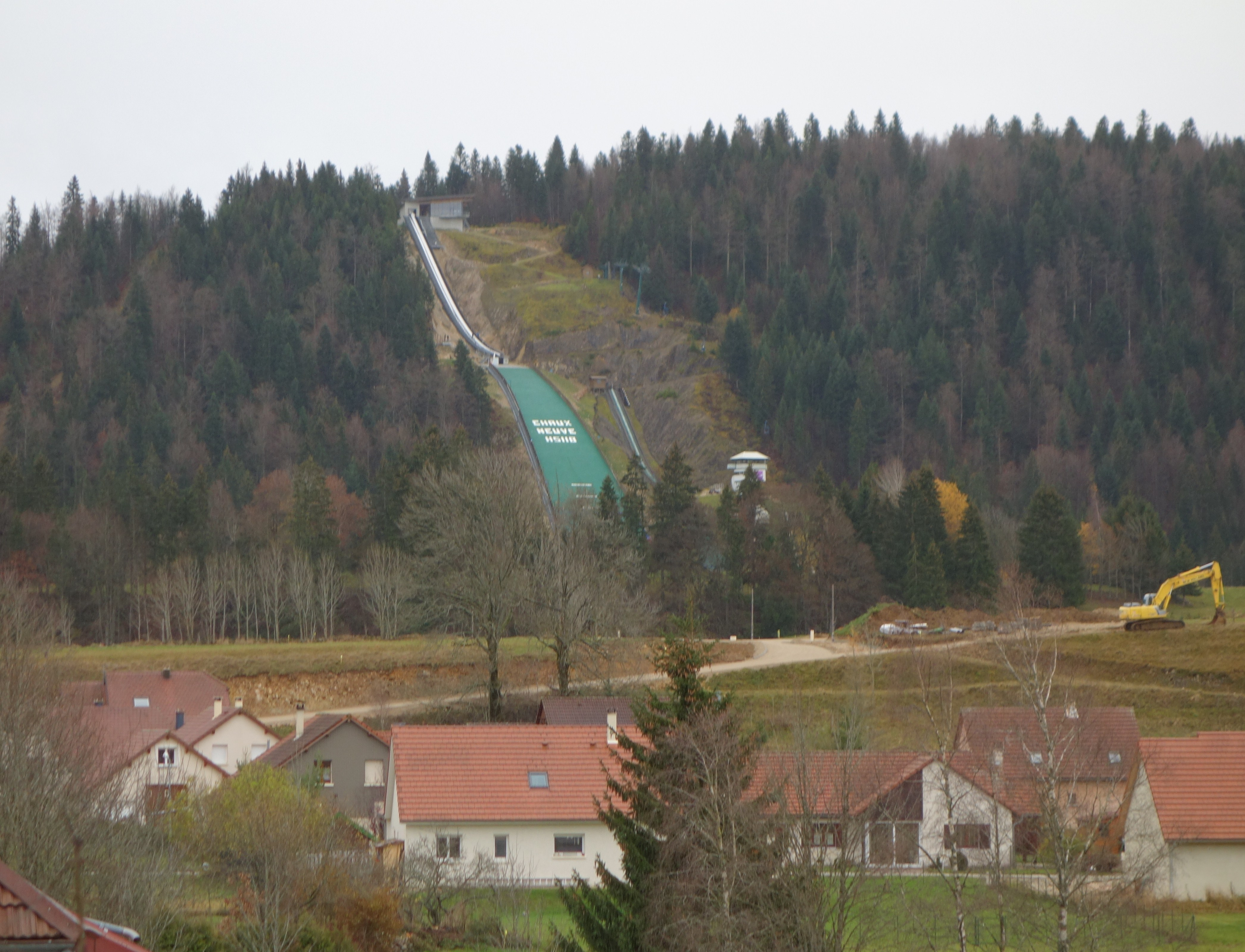
Vue du village de Chaux-Neuve avec le tremplin en arrière-plan.

Une épreuve de Coupe du monde est prévue en décembre 1993 mais elle est finalement déplacée à Saint-Moritz en raison des conditions climatiques. Deux ans plus tard, les bénévoles de trois clubs (l’AS Mouthe, le ski-club du Mont noir et le Risoux club) fondent l’association pour un stade nordique international afin de gérer l'organisation des événements internationaux sur le tremplin.
En 1996, il est organisé pour la première fois une manche de la Coupe du monde de combiné nordique qui rend hommage aux enfants du pays : Fabrice Guy et Sylvain Guillaume. En 1999 et 2000, les épreuves sont organisées en collaboration avec les Suisses lorsque les manches se déroulaient encore en un week-end : le saut avait lieu à Chaux-Neuve le samedi et la course de fond au Brassus (Canton de Vaud) le dimanche,. En raison d'un problème de droits télévisés, les compétitions ne peuvent être retransmises en direct,.
En 2003, l'épreuve accuse un déficit de 45 000 €. En 2009, la compétition revient boostée par Jason Lamy-Chappuis. L'épreuve rassemble environ 30 000 spectateurs internationaux en un week-end avec un budget d'environ 400 000 € et impliquant 400 bénévoles. En 2012, trois courses sont organisées. Alessandro Pittin réalise le triplé devant 15 000 spectateurs,. En 2019, le « Triple » est organisée à Chaux-Neuve, en lieu et place de Seefeld in Tirol.
En quinze ans, cette épreuve est devenue un rendez-vous incontournable de la Coupe du monde de combiné nordique. Elle est appréciée par de nombreux athlètes parmi lesquels Felix Gottwald, Mario Stecher ou Jason Lamy-Chappuis qui considère l'épreuve comme l'Alpe d'Huez du combiné,,. En 2020, il n'y a pas d'épreuves de la Coupe du monde en raison des Jeux olympiques de la jeunesse d'hiver de 2020. En raison de la pandémie de coronavirus, l'édition 2021 est également annulée. En effet, les organisateurs ont besoin d'un nombre important de spectateurs pour équilibrer le budget de l’organisation et ils craignent une édition à huis clos. La Coupe revient au calendrier en 2023. En 2022, il est annoncé que les associations gérant l’organisation des coupes du monde de Chaux-Neuve et de la Station des Rousses (ski de fond) se regroupent au sein de Nordic Evenements. L'édition 2023 est finalement annulée en raison du manque de neige. De même en 2024, la compétition doit être annulée pour un manque de moyen financier.

### Grand Prix d'été de combiné nordique
À la suite de l'annulation des épreuves de la coupe du monde 2024, le comité d'organisation se positionne pour accueillir des courses du Grand Prix d'été 2024,.

### Autres compétitions
Construit dans l'optique des championnats du monde junior de ski nordique 1990 prévu fin janvier 1990, le tremplin est inauguré par un Coupe OPA le 14 janvier 1990. Cependant deux semaines plus tard, pour les championnats du monde juniors, la neige a fondu et la compétition n'a finalement pas lieu sur le tremplin.
Quelques mois après la fin de construction, le stade accueille en décembre 1990 une manche de la Coupe du monde B. La course est remportée par le Meuthiard Fabrice Guy. Des championnats de France, notamment en 2015, et de Suisse de saut à ski et de combiné nordique ont été organisés sur le tremplin. En mars 2018, les finales de Coupe OPA de combiné nordique et Alpen Cup de saut à ski (en) sont organisées sur le tremplin. Lors de ces compétitions, le Suisse Sandro Hauswirth (de) porte le record du tremplin à 121,5 mètres,.
Des compétitions estivales en saut et en combiné nordique (rollerski) sont également organisées depuis la création du tremplin.

## Résultats et records

### Résultats des compétitions de Coupe du monde
| Date             | Format                                   | Premier                                                                    | Deuxième                                                                    | Troisième                                                            |
| ---------------- | ---------------------------------------- | -------------------------------------------------------------------------- | --------------------------------------------------------------------------- | -------------------------------------------------------------------- |
| 11 février 1996  | Gundersen individuel – K 90 / 15 km      | Kenji Ogiwara                                                              | Knut Tore Apeland                                                           | Halldor Skard                                                        |
| 18 janvier 1998  | Gundersen individuel – K 90 / 15 km      | Milan Kučera                                                               | Felix Gottwald                                                              | Ludovic Roux                                                         |
| 30 janvier 1999  | Gundersen individuel – K 90 / 15 km      | Samppa Lajunen                                                             | Todd Lodwick                                                                | Ladislav Rygl                                                        |
| 26 février 2000  | Gundersen individuel – K 90 / 15 km      | Samppa Lajunen                                                             | Jaakko Tallus                                                               | Mario Stecher                                                        |
| 12 janvier 2003  | Gundersen individuel – K 90 / 15 km      | Felix Gottwald                                                             | Ronny Ackermann                                                             | Todd Lodwick                                                         |
| 31 janvier 2009  | Gundersen individuel – HS 100 / 10 km    | Magnus Moan                                                                | Anssi Koivuranta                                                            | Björn Kircheisen                                                     |
| 1er février 2009 | Gundersen individuel – HS 100 / 10 km    | Anssi Koivuranta                                                           | Christoph Bieler                                                            | Magnus Moan                                                          |
| 16 janvier 2010  | Gundersen individuel – HS 100 / 10 km    | Magnus Moan                                                                | Jason Lamy-Chappuis                                                         | Todd Lodwick                                                         |
| 17 janvier 2010  | Gundersen individuel – HS 100 / 10 km    | Magnus Moan                                                                | Jason Lamy-Chappuis                                                         | Mario Stecher                                                        |
| 22 janvier 2011  | Gundersen individuel – HS 118 / 10 km    | David Kreiner                                                              | Mikko Kokslien                                                              | Felix Gottwald                                                       |
| 23 janvier 2011  | Gundersen individuel – HS 118 / 10 km    | Jason Lamy-Chappuis                                                        | Felix Gottwald                                                              | Mikko Kokslien                                                       |
| 13 janvier 2012  | Gundersen individuel – HS 118 / 10 km    | Alessandro Pittin                                                          | Jason Lamy-Chappuis                                                         | Fabian Riessle                                                       |
| 14 janvier 2012  | Gundersen individuel – HS 118 / 10 km    | Alessandro Pittin                                                          | Jason Lamy-Chappuis                                                         | Fabian Riessle                                                       |
| 15 janvier 2012  | Gundersen individuel – HS 118 / 10 km    | Alessandro Pittin                                                          | Jørgen Graabak                                                              | Mikko Kokslien                                                       |
| 12 janvier 2013  | Gundersen individuel – HS 118 / 10 km    | Tino Edelmann                                                              | Bernhard Gruber                                                             | Akito Watabe                                                         |
| 13 janvier 2013  | Sprint par équipes – HS 118 – 2 × 7,5 km | Allemagne I- Eric Frenzel - Tino Edelmann                                  | Norvège I- Magnus Moan - Jørgen Graabak                                     | France I- Sébastien Lacroix - Jason Lamy-Chappuis                    |
| 11 janvier 2014  | Gundersen individuel – HS 118 / 10 km    | Mikko Kokslien                                                             | Magnus Krog                                                                 | Jørgen Graabak                                                       |
| 12 janvier 2014  | Sprint par équipes – HS 118 – 2 × 7,5 km | Allemagne II- Tino Edelmann - Fabian Riessle                               | Norvège II- Mikko Kokslien - Jørgen Graabak                                 | Allemagne I- Johannes Rydzek - Eric Frenzel                          |
| 10 janvier 2015  | Gundersen individuel – HS 118 / 10 km    | Eric Frenzel                                                               | Fabian Riessle                                                              | Magnus Moan                                                          |
| 11 janvier 2015  | Gundersen individuel – HS 118 / 10 km    | Magnus Moan                                                                | Magnus Krog                                                                 | Bernhard Gruber                                                      |
| 23 janvier 2016  | Gundersen individuel – HS 118 / 10 km    | Eric Frenzel                                                               | Bernhard Gruber                                                             | Akito Watabe                                                         |
| 24 janvier 2016  | Gundersen individuel – HS 118 / 10 km    | Fabian Riessle                                                             | Eric Frenzel                                                                | Akito Watabe                                                         |
| 21 janvier 2017  | Gundersen individuel – HS 118 / 10 km    | Johannes Rydzek                                                            | Fabian Riessle                                                              | Akito Watabe                                                         |
| 22 janvier 2017  | Gundersen individuel – HS 118 / 10 km    | Fabian Riessle                                                             | Johannes Rydzek                                                             | Eric Frenzel                                                         |
| 20 janvier 2018  | Gundersen individuel – HS 118 / 10 km    | Jan Schmid                                                                 | Akito Watabe                                                                | Ilkka Herola                                                         |
| 21 janvier 2018  | Par équipe HS 118 - 4 × 5 km             | Norvège- Jan Schmid - Espen Andersen - Jarl Magnus Riiber - Jørgen Graabak | Allemagne- Eric Frenzel - Fabian Riessle - Johannes Rydzek - Vinzenz Geiger | Finlande- Leevi Mutru - Arttu Mäkiaho - Ilkka Herola - Eero Hirvonen |
| 18 janvier 2019  | Gundersen individuel – HS 118 - 5 km     | Franz-Josef Rehrl                                                          | Espen Bjørnstad                                                             | Fabian Rießle                                                        |
| 19 janvier 2019  | Gundersen individuel – HS 118 - 10 km    | Franz-Josef Rehrl                                                          | Akito Watabe                                                                | Fabian Rießle                                                        |
| 20 janvier 2019  | Gundersen individuel – HS 118 - 15 km    | Mario Seidl                                                                | Fabian Rießle                                                               | Franz-Josef Rehrl                                                    |

### Résultats des compétitions du Grand Prix d'été

#### Femme
| Date               | Format                                        | Premier             | Deuxième          | Troisième           |
| ------------------ | --------------------------------------------- | ------------------- | ----------------- | ------------------- |
| 31 août 2024       | Gundersen individuel – HS 118 - 5 km          | Jenny Nowak         | Ema Volavšek (de) | Minja Korhonen (fi) |
| 1er septembre 2024 | Épreuve compacte individuelle – HS 118 - 5 km | Nathalie Armbruster | Ema Volavšek (de) | Jenny Nowak         |

#### Homme
| Date               | Format                                         | Premier                                        | Deuxième                                       | Troisième                                      |
| ------------------ | ---------------------------------------------- | ---------------------------------------------- | ---------------------------------------------- | ---------------------------------------------- |
| 31 août 2024       | Gundersen individuel – HS 118 - 10 km          | Johannes Rydzek                                | Manuel Faisst                                  | Laurent Muhlethaler                            |
| 1er septembre 2024 | Épreuve compacte individuelle – HS 118 - 10 km | Compétition annulée en raison des intempéries. | Compétition annulée en raison des intempéries. | Compétition annulée en raison des intempéries. |

### Records du tremplin

#### Hommes
| Date             | Athlète                  | Distance     | Compétition                  |
| ---------------- | ------------------------ | ------------ | ---------------------------- |
| 14 décembre 2010 | Jason Lamy Chappuis      | 115 mètres   |                              |
| 8 janvier 2011   | Luca Egloff (de)         | 115,5 mètres |                              |
| 21 janvier 2011  | Christoph Bieler         | 116,5 mètres | Coupe du monde               |
| 22 janvier 2011  | Wilhelm Denifl           | 120 mètres   | Coupe du monde               |
| 23 janvier 2011  | Eric Frenzel             | 120 mètres   | Coupe du monde               |
| 26 mars 2011     | Jason Lamy Chappuis      | 120,5 mètres | Championnat de France        |
| 28 mars 2015     | Vincent Descombes Sevoie | 120,5 mètres | Championnat de France        |
| 9 mars 2018      | Sandro Hauswirth (pl)    | 121,5 mètres | Alpen Cup de saut à ski (en) |

#### Femmes
| Date             | Athlète       | Distance   | Compétition           |
| ---------------- | ------------- | ---------- | --------------------- |
| 26 mars 2011     | Coline Mattel | 101 mètres | Championnat de France |
| 22 décembre 2012 | Coline Mattel | 105 mètres |                       |
| 22 décembre 2012 | Coline Mattel | 108 mètres |                       |
| 30 mars 2013     | Léa Lemare    | 113 mètres | Championnat de France |

## Personnalités liées au stade
- Fabrice Guy : originaire de Mouthe[26], il est devenu champion olympique du combiné nordique à Albertville en 1992 et vainqueur de la Coupe du monde la même année[46].
- Sylvain Guillaume[26] : originaire de Foncine-le-Haut, il a remporté deux médailles olympiques[26].
- Jason Lamy-Chappuis[26] : originaire de Bois-d'Amont, il est champion olympique en 2010 lors des Jeux olympiques de Vancouver, quatre fois champion du monde, en individuel en 2011 (sur le grand tremplin d'Holmenkollen) et en 2013 (sur le petit tremplin de Val di Fiemme) par équipes et en sprint par équipes, ainsi que trois Coupes du monde de combiné nordique (2010, 2011 et 2012).